# Orlicko-kladský varhanní festival
Orlicko-kladský varhanní festival je každoročně v září a říjnu pořádán již od roku 1997. 

## O festivalu
Jedná se o přehlídku různorodých varhanních nástrojů v oblasti mezi městy Trutnov, Náchod, Kladsko (Kłodzko), Dobruška, Rychnov nad Kněžnou až po Králíky. Koncerty zejména českých a polských varhaníků se konají i v menších obcích v pohraničí. 
Iniciátory festivalu byli Michal Novenko – varhaník a Václav Uhlíř – varhaník a hlavní organolog diecéze Hradec Králové.

## Interpreti
Vystoupili zde varhaníci: Aleš Bárta, Michael Bártek, Václav Uhlíř, Pavel Kohout, Petr Čech, Pavel Svoboda, Petr Hostinský, Vlastimil Bičík, Michal Novenko, Martin Matyska, Martin Kubát, Radka Zdvihalová, František Vaníček, Lucie Žáková, Jiřina Marešová, Andrzej Chorosiński, Roman Perucki, Irena Chřibková, Adam Viktora, Kateřina Chroboková a další.